# جاده ئی۱۴ اروپا
جاده ئی۱۴ اروپا (به انگلیسی: European route E14) یکی از جاده‌های اصلی قاره اروپا است.
این جاده که از شهر تروندهایم (نروژ) شروع شده در شهر ساندسول (سوئد) به پایان میرسد و ۴۶۱ کیلومتر مسافت دارد.